# Bärbel Schwarz
Bärbel Schwarz (* 1978 in Stuttgart) ist eine deutsche Schauspielerin, Performerin und Musikerin.

## Werdegang
Bärbel Schwarz studierte von 2000 bis 2005 Schauspiel an der UdK Berlin und war von 2003 und 2004 mit einem Erasmusstipendium in Reykjavík an der University of the Arts. Ein Masterstudium absolvierte sie von 2008 bis 2013 in Jazzschlagzeug und Komposition an der Musikhochschule Basel. Von 2016 bis 2018 war sie Co-Leiterin des Kreativorchesters an der Elbphilharmonie Hamburg.
Die Auftritte der Schauspielerin und Multiinstrumentalistin Bärbel Schwarz sind genreübergreifend und genährt von ihren Kenntnissen klassischer, zeitgenössischer und experimenteller Musik. Sie singt, komponiert, musiziert, performt, ernst bis komisch gleichermaßen bei den Freilichtspielen Schwäbisch Hall, als Göttermutter Fricka im Ring des Nibelungen am Thalia Theater Hamburg oder im Singspiel Die Vegane Oper im Kunstmuseum Luzern. Sie arbeitet unter anderem mit experimentellen Ensembles und queer feministischen Bands, Ensembles und Labels wie lleitundlause, Les Reines Prochaines, Evi, Nic & C, mann aus obst, Hestbak und hannsjana. Sie unterzeichnete das Manifest #ActOut, einer gesellschaftspolitischen Initiative, die sich für mehr gesellschaftliche Akzeptanz von lesbischen, schwulen, bisexuellen, transgender, queeren, intergeschlechtlichen und nichtbinären Personen auch innerhalb der Film- und Fernsehbranche starkmacht.

## Filmografie: Kino, Fernsehen, Autorenfilm
- 2002: Die Ritterinnen, Barbara Teufel
- 2003: Onkel DDR, Kurzfilm, Olga Koch[12]
- 2005: Dieb ’is Gut, Kurzfilm, Bettina Blümner
- 2008: 1. Mai – Helden bei der Arbeit, Sven Taddikken
- 2009: Glioblastom, Kurzfilm, Axel Ranisch, Tanja Bubbel[13]
- 2017: Tatort: Der rote Schatten, Dominik Graf[14]
- 2017: Liebesfilm, Robert Bohrer
- 2017: Glück ist was für Weicheier, Anca Miruna Lazarescu
- 2018: Ku’damm 59 (Fernsehdreiteiler), Sven Bohse
- 2018: Systemsprenger, Nora Fingscheidt
- 2018: Get Lucky – Sex verändert alles, Ziska Riemann
- 2018: Polizeiruf 110 – Kindeswohl, Lars Jessen
- 2018: Tatort: Für immer und dich, Julia von Heinz
- 2018: Unterleuten – Das zerrissene Dorf, Matti Geschonneck
- 2018: Käthe und ich: Das Findelkind, Philipp Osthus
- 2018: Für Umme, Vlady Oszkiel
- 2019: Salad Days, Kurzfilm, Nola Anwar, Amina Krami
- 2019: Freies Land, Christian Alvart
- 2020: Tatort: Rebland, Barbara Kulcsar
- 2020: Mirella Schulze rettet die Welt, TV-Serie, Jonas Grosch
- 2020: Dengler – Kreuzberg Blues, TV-Film, Dengler – Außer Kontrolle, Daniel Rübesam
- 2020: #heuldoch – Therapie wie noch nie (TV-Mini-Serie)
- 2020: Glauben, TV-Serie, Daniel Prochaska
- 2020: Scheißwetter, Kurzspielfilm
- 2021: Westwall, TV-Mini-Serie, Isabel Prahl
- 2021: Jenseits der Spree (TV-Serie)
- 2021: SOKO Potsdam: Smoke on the water (Fernsehserie)
- 2022: Hübsches Gesicht – Miniserie (vod – Antonia Leyla Schmidt)
- 2022: Und ihr schaut zu, TV-Film – Michaela Kezele
- 2022: SOKO Stuttgart: Die Maler, TV – Daniel Helfer
- 2022: Die Therapie (vod – Thor Freudenthal, Iván Sáinz-Pardo)
- 2022: Trauzeugen, Kinofilm – Lena May Graf, Finn Stroeks
- 2022: Lehrer kann jeder!, TV – Ingo Rasper
- 2022: Becoming Charlie, TV-Serie, 6 Folgen – Kerstin Polte, Greta Benkelmann
- 2023: Und dann steht einer auf und öffnet das Fenster
- 2023: Praxis mit Meerblick – Dornröschen, TV-Film – Jan Ruzicka
- 2023: Unter anderen Umständen: Dämonen
- 2023: Tatort: Borowski und das unschuldige Kind von Wacken, TV – Ayse Polat
- 2024: Großstadtförsterin – Berliner Besonderheiten, TV-Film – Sabine Bernardi
- 2024: Micha denkt groß, TV-Film – Lars Jessen, Jan Georg Schütte
- 2024: Bettys Diagnose: Lampenfieber (Fernsehserie)
- 2025: In die Sonne schauen

## Theater und Performance
- 2007: Neuköllner Oper Berlin, Geschichten aus dem Plänterwald
- 2007: Podewil Berlin, Der Geizige von Molière, Medea werden – Matthias Rebstock
- 2007: Freilichtspiele Schwäbisch Hall,  Was ihr wollt / Shakespeare – Rosee Riggs
- 2008: Neuköllner Oper / Böll-Stiftung Berlin, Die Referentinnen – Geschichten aus der zweiten Reihe – Matthias Rebstock, Fernweh
- 2011: Theaterscheune Dautenheim Der Kirschgarten / Tschechow – Anette Storr
- 2012: Neuköllner Oper Berlin, Fernweh / Bohlen, Rebstock, Matthias Rebstock
- 2013: Birds Eye Jazz Club Basel, Basel Nackt, Bärbel Schwarz/Les Reines Prochaines
- 2013: Sophiensæle Berlin, La Dernière Crise – Bitter, Bitter – Vanessa Stern[15]
- 2014: Theater Dortmund, Scharf / Schumacher – Antje Siebers
- 2014: Hotel Krone, Hecht an der Grenze & Die Gottlieber Revue[16] mit Evi, Nic & C, Muda Mathis und Sus Zwick, Gottlieben
- 2014: Sophiensæle Berlin, La Dernière Crise – So nicht! - Vanessa Stern
- 2014: Freilichtspiele Schwäbisch Hall, Hamlet / Shakespeare, Johanna Schall und Verlorene Liebesmüh / Shakespeare, Thomas Goritzki
- 2015: Die vegane Oper mit Evi, Nic & C, Kunstmuseum Luzern[6]
- 2015: Thalia Theater Hamburg,  Nibelungen! Der ganze Ring / nach Wagner, Hebbel, Altvätern, Antù Romero Nunes
- 2015: Freilichtspiele Schwäbisch Hall, The Stairways to Heaven – Coy Middlebrook und Don Juan / Molière – Thomas Goritzki
- 2015: Ballhaus  Naunystrasse, Der klügste Mensch im Facebook / Saeed, Karim Cherif[17]
- 2016: Neuköllner Oper / GREC Festival Barcelona Büro für Postidentisches Leben, MatthiasRebstock
- 2016: Freilichtspiele Schwäbisch Hall, Die Räuber / Schiller, Thomas Goritzki
- 2016: Kaserne Basel / Ballhaus Ost Berlin / Theater Winkelwiese Zürich, Homo Digitalis, Zino Wey
- 2016: Grips Theater Berlin, Tag Hicks oder Fliegen für vier / Fuchs – Grete Pagan
- 2017: Ballhaus Ost Berlin, Kaserne Basel, Extase, Zino Wey, A Extase – Zino Wey
- 2017: Theater Thikwa, Berlin, Sieben, Susanne Betancor, Antje Siebers[18]
- 2017: ETA Hoffmann Theater Bamberg, Mutter Courage und ihre Kinder", Sebastian Schug
- 2018: E.T.A. Hoffmann Theater Bamberg,  Utopia-Was fehlt? von Stefan Otteni/Remsi Al Khalisi
- 2019: Sophiensæle Berlin, La Dernière Crise – Frauen am Rande der Komik, Regie: Vanessa Stern[19]
- 2019: Schauspiel Stuttgart, Die Physiker / Dürrenmatt, Cilli Drexel[20]
- 2019: Nationaltheater Mannheim, Piano Oriental, Grete Pagan
- 2019: Treibstoff Festival Basel / Roxy Basel Go, Pfüdi, go!, Lucien Haug[21]
- 2019: Humbug Club, Basel, Freundschaftsabend auf querer Bühne, mit Les Reines Prochaines, Evi, Nic & C und vielen aufregenden Gästen[22]
- 2019: Sophiensäele Berlin Die große M.I.N.T. Show, Performancekollektiv HANNSJANA
- 2021: Florentia Holzinger, A Divine Comedy, Ruhrtriennale, Duisburg[23], Berlin, Wien, Kassel
- 2022: Humbug Club, Basel, Freundschaftsabend, mit Les Reines Prochaines, Evi, Nic & C und Gästen[24]
- 2022: Museum Tinguely, Basel, Bang Bang – translokale Performancegeschichten, Direktübertragung mit Dorothea Schürch[25][26]
- 2023: Florentina Holzinger, Étude For Church, Berlin Atonal, Kraftwerk Berlin
- 2024: Performance Embracing a Spanish Village  aus 2011 von Muda Mathis & Sus Zwick als Wiederaufführung dieses Werkes von Birgit Kempker und Bärbel Schwarz in der Turbine Giswil.[27]